# Vicia pinetorum
Vicia pinetorum — вид квіткових рослин з родини бобових (Fabaceae). Ареал: Греція (відомий з островів Еввія, Наксос та регіону Аттіка).

## Середовище
Vicia pinetorum — кореневищний гемікриптофіт, що росте у відкритих хвойних та змішаних лісах у кам'янистих місцях з різним геологічним субстратом на висоті від 400 до 1400 метрів. Регулярні лісові пожежі на Еввії, Парніті та Наксосі вважаються основною загрозою для середовища існування виду.